# Nelson (Familienname)
Nelson ist ein patronymisch gebildeter englischer Familienname mit der Bedeutung „Sohn des Neil“.

## Namensträger

### A
- Aaron Nelson, US-amerikanischer Basketballspieler
- Adam Nelson (* 1975), US-amerikanischer Kugelstoßer
- Adolphus Peter Nelson (1872–1927), US-amerikanischer Politiker
- Al Nelson, Tontechniker
- Alberta Nelson (1937–2006), US-amerikanische Schauspielerin
- Alec Nelson, Pseudonym von Edward Aveling
- Alice Dunbar-Nelson (1875–1935), US-amerikanische Schriftstellerin, Journalistin und Bürgerrechtlerin
- Alondra Nelson (* 1968), US-amerikanische Soziologin
- Andy Nelson (Fußballspieler) (* 1935), englischer Fußballspieler und -trainer
- Andy Nelson (Tontechniker) (* 1953), US-amerikanischer Tontechniker
- Ann Nelson (1958–2019), US-amerikanische Physikerin
- Arnett Nelson (1892–1959), US-amerikanischer Blues- und Jazzmusiker
- Arthur E. Nelson (1892–1955), US-amerikanischer Politiker
- Ashleigh Nelson (Hockeyspielerin) (* 1987), australische Hockeyspielerin
- Ashleigh Nelson (Leichtathletin) (* 1991), britische Leichtathletin
- Aven Nelson (1859–1952), US-amerikanischer Botaniker und Pilzkundler
- Azumah Nelson (* 1958), ghanaischer Boxer

### B
- Babyface Nelson (eigentlich Lester Joseph Gillis; 1908–1934), US-amerikanischer Krimineller
- Barry Nelson (1917–2007), US-amerikanischer Schauspieler
- Battling Nelson (1882–1954), US-amerikanischer Boxer
- Ben Nelson (* 1941), US-amerikanischer Politiker
- Benjamin Nelson (1911–1977), US-amerikanischer Soziologe und Ideenhistoriker
- Bill Nelson (Clarence William Nelson Jr.; * 1942), US-amerikanischer Politiker und Astronaut
- Bill Nelson (Baseballspieler) (1863–1941), US-amerikanischer Baseballspieler
- Bill Nelson (Musiker) (* 1948), englischer Musiker, Songwriter und Musikproduzent
- Billie Nelson (1941–1974), britischer Motorradrennfahrer
- Blake Nelson (* 1965), US-amerikanischer Schriftsteller
- Bob Nelson (* 1956), US-amerikanischer Drehbuchautor
- Bob Nelson (Schauspieler), mexikanisches Model und Schauspieler
- Bradley Nelson (* 1962), US-amerikanisch-Schweizer Robotik-Forscher
- Brendan Nelson (* 1958), australischer Politiker
- Brian J. Nelson (* 1967), US-amerikanischer Komponist
- Bridget Jones Nelson (* 1964), US-amerikanische Schauspielerin und Drehbuchautorin
- Britta Waldschmidt-Nelson (* 1965), deutsche Kulturwissenschaftlerin
- Brock Nelson (* 1991), US-amerikanischer Eishockeyspieler
- Bruce Nelson (1952–1999), US-amerikanischer Informatiker
- Bryan Nelson (1932–2015), britischer Ornithologe
- Byron Nelson (John Byron Nelson, Jr.; 1912–2006), US-amerikanischer Golfspieler

### C
- Carey Nelson (* 1963), kanadische Leichtathletin
- Cary Nelson (* 1946), US-amerikanischer Professor für Englisch
- Casey Nelson (* 1992), US-amerikanischer Eishockeyspieler
- Charles Nelson (Reeder) (1830–1909)
- Charles Nelson (Filmeditor) (1901–1997), US-amerikanischer Filmeditor
- Charles Nelson (Ökonom) (* 1942), US-amerikanischer Wirtschaftswissenschaftler
- Charles Joseph Nelson (1920–2011), US-amerikanischer Diplomat und Botschafter
- Charles P. Nelson (1907–1962), US-amerikanischer Politiker
- Chris Nelson (Politiker) (* 1964), US-amerikanischer Farmer und Politiker
- Chris Nelson (Baseballspieler) (* 1985), US-amerikanischer Baseballspieler
- Christopher Nelson (Filmeditor), US-amerikanischer Filmeditor
- Christopher Nelson (Maskenbildner), US-amerikanischer Maskenbildner
- Cindy Nelson (* 1955), US-amerikanische Skirennläuferin
- Clarence William Nelson (* 1942), US-amerikanischer Politiker und Raumfahrer, siehe Bill Nelson
- Colin Nelson (* 1991), guyanischer Fußballspieler
- Craig T. Nelson (* 1944), US-amerikanischer Schauspieler
- Cynthia Nelson (1933–2006), US-amerikanische Anthropologin

### D
- Darien Nelson-Henry (* 1994), US-amerikanischer Basketballspieler
- Dave Nelson (Jazzmusiker) (1905–1946), US-amerikanischer Jazzmusiker
- Dave Nelson (Fußballspieler) (David Nelson; 1918–1988), schottischer Fußballspieler
- Dave Nelson (Baseballspieler) (David Earl Nelson; 1944–2018), US-amerikanischer Baseballspieler
- David Nelson (Botaniker) (um 1740–1789), Botaniker
- David Nelson (Geistlicher) (1793–1844), US-amerikanischer Autor, Geistlicher und Abolitionist
- David Nelson (Schauspieler) (1936–2011), US-amerikanischer Schauspieler, Regisseur und Produzent
- David Nelson (Politiker) (* 1941), US-amerikanischer Politiker (Oregon)
- David Nelson (Musiker) (* 1943), US-amerikanischer Rockmusiker
- David Nelson (Physiker) (* 1951), US-amerikanischer Physiker deutscher Herkunft
- David Nelson, eigentlich David Stergakos (* 1956), griechischer Basketballspieler
- David Nelson (Leichtathlet) (* 1967), britischer Hürdenläufer
- David Nelson (Footballspieler) (* 1986), US-amerikanischer Footballspieler
- David Nelson (Biochemiker), lehrt Biochemie an der University of Wisconsin–Madison
- Dawn Harper-Nelson (* 1984), US-amerikanische Hürdenläuferin und Olympiasiegerin
- DeMarcus Nelson (* 1985), US-amerikanischer Basketballspieler
- Dennis Nelson (* 1990), jamaikanischer Volleyball-Nationalspieler
- Dolliver Nelson (1932–2016), grenadischer Jurist und Präsident des Internationalen Seegerichtshofs
- Don Nelson (* 1940), US-amerikanischer Basketballspieler und -trainer
- Don Nelson (Drehbuchautor) (1927–2013), US-amerikanischer Drehbuchautor, Filmproduzent und Jazzmusiker
- Donna Nelson (* 1954), US-amerikanische Chemikerin
- Donnie Nelson (* 1962), US-amerikanischer Basketballfunktionär und -trainer
- Drew Nelson (1956–2016), irischer Politiker
- Dwight Nelson (1946–2018), jamaikanischer Politiker (JLP) und Gewerkschafter

### E
- Earl Nelson (Sänger) (1928–2008),  US-amerikanischer Sänger und Songwriter
- Earle Nelson (1897–1928), US-amerikanischer Serienmörder
- Ed Nelson (Edwin Stafford Nelson; 1928–2014), US-amerikanischer Schauspieler
- Edgar Nelson  (1995–2013), US-amerikanischer Schauspieler
- Edward Nelson (1932–2014), US-amerikanischer Mathematiker
- Edward William Nelson (1855–1934), US-amerikanischer Naturforscher
- Edwin Nelson (1881–1961), US-amerikanischer Politiker
- Ella Nelson (* 1994), australische Sprinterin
- Emily Nelson (* 1996), britische Radsportlerin
- Eric Nelson (1912–1996), britischer Offizier der Luftstreitkräfte des Vereinigten Königreichs
- Erich Nelson (1897–1980), österreichischer Botaniker
- Evelyn Nelson (1943–1987), kanadische Mathematikerin
- Everett J. Nelson (1900–1988), US-amerikanischer Philosoph

### F
- Francis Nelson (Eishockeyfunktionär) († 1932), kanadischer Eishockeyfunktionär
- Francis Nelson (Eishockeyspieler) (1910–1973), US-amerikanischer Eishockeyspieler
- Frank Nelson (Leichtathlet) (1887–1970), US-amerikanischer Stabhochspringer
- Frank Nelson (Schauspieler) (1911–1986), US-amerikanischer Schauspieler
- Frank Nelson (Politiker) (1883–1966), britischer Parlamentarier und ehemaliger Leiter der Special Operations Executive

### G
- Gary Nelson (1934–2022), US-amerikanischer Regisseur
- Gary K. Nelson (1935–2013), US-amerikanischer Jurist und Politiker
- Gaylord Nelson (1916–2005), US-amerikanischer Politiker
- Gene Nelson (1920–1996), US-amerikanischer Filmschaffender
- Babyface Nelson (1908–1934), US-amerikanischer Krimineller
- George Nelson (Designer) (1908–1986), US-amerikanischer Designer und Architekt
- George Nelson (Sänger) (1926–1959), US-amerikanischer Doo-Wop-Sänger
- George Driver Nelson (* 1950), US-amerikanischer Astronaut
- George R. Nelson (1927–1992), US-amerikanischer Szenenbildner
- Greg Nelson, US-amerikanischer Maskenbildner
- Gregory Nelson (* 1988), niederländischer Fußballspieler

### H
- Hans Nelson (1887–1960), deutscher Ministerialbeamter
- Harold Nelson (1923–2011), neuseeländischer Leichtathlet
- Harriet Nelson (1909–1994), US-amerikanische Sängerin und Schauspielerin
- Harry Nelson (* 1934), kanadischer Sprinter
- Hein L. W. Nelson (1916–2008), niederländischer Latinist
- Herbert Nelson (1910–1988), deutsch-US-amerikanischer Kabarettist
- Hilaree Nelson (1972–2022), US-amerikanische Skibergsteigerin
- Homer Augustus Nelson (1829–1891), US-amerikanischer Politiker
- Horatio Nelson, 1. Viscount Nelson (1758–1805), britischer Admiral
- Hugh Nelson (Politiker, 1768) (1768–1836), US-amerikanischer Politiker (Virginia)
- Hugh Nelson (Politiker, 1830) (1830–1893), kanadischer Politiker (Liberal-konservative Partei)
- Hugh Nelson (Politiker, 1835) (1835–1906), australischer Politiker
- Hugh Nelson (Bischof) (* 1972), britischer anglikanischer Bischof

### I
- Ian Nelson (Schauspieler, 1982) (* 1982), US-amerikanischer Schauspieler
- Ian Nelson (Schauspieler, 1995) (* 1995), US-amerikanischer Schauspieler
- Isaiah Nelson (* 2001), US-amerikanischer Skirennläufer
- Iver Nicholas Nelson (1893–1970), US-amerikanischer Romanist und Hispanist

### J
- Jack Nelson (Schauspieler) (1882–1948), US-amerikanischer Schauspieler und Regisseur
- Jack Nelson (Polospieler) (1891–1983), argentinischer Polospieler
- Jack Nelson (Journalist) (1929–2009), US-amerikanischer Journalist
- Jack Nelson (Schwimmer) (1931–2014), US-amerikanischer Schwimmer und Schwimmtrainer
- Jack Nelson (Footballspieler) (* 2002), US-amerikanischer American-Football-Spieler
- Jameer Nelson (* 1982), US-amerikanischer Basketballspieler
- James Nelson (Fußballspieler) (1901–1965), schottischer Fußballspieler
- James Nelson (Tontechniker) (1932–2014), US-amerikanischer Tontechniker
- James Nelson (Tennisspieler) (* 1982), britischer Tennisspieler
- James Nelson-Joyce (* 1989), britischer Schauspieler
- James C. Nelson (* 1944), US-amerikanischer Jurist, Richter am Montana Supreme Court
- James L. Nelson (* 1962), US-amerikanischer Marineschriftsteller und Historiker
- Jamie Adjetey-Nelson (* 1984), kanadischer Zehnkämpfer
- Janet L. Nelson (1942–2024), britische Historikerin
- Jayden Nelson (* 2002), kanadischer Fußballspieler
- Jeff Nelson (Musiker, 1962) (* 1962), US-amerikanischer Schlagzeuger und Grafikdesigner, Mitglied von Minor Threat
- Jeff Nelson (Musiker, 1963) (Jeffrey Nelson; * 1963), US-amerikanischer Posaunist und Arrangeur
- Jeff Nelson (Eishockeyspieler) (Jeffrey A. C. Nelson; * 1972), kanadischer Eishockeyspieler
- Jennifer Yuh Nelson (* 1972), US-amerikanische Regisseurin
- Jeremiah Nelson (1769–1838), US-amerikanischer Politiker
- Jerry Nelson (Puppenspieler) (1934–2012), US-amerikanischer Puppenspieler
- Jerry Nelson (Astronom) (1944–2017), US-amerikanischer Astronom
- Jessie Nelson (* 1955), US-amerikanische Filmproduzentin, Filmregisseurin und Autorin sowie Filmschaffende
- Jesy Nelson (* 1991), britische Sängerin
- Jillian Nelson (* 1987), US-amerikanische Schauspielerin
- Jimmy Nelson (Fußballspieler) (1901–1965), schottischer Fußballspieler
- Jimmy Nelson (Sänger) (1919–2007), US-amerikanischer Bluessänger und Komponist
- Jimmy Nelson (Baseballspieler) (* 1989), US-amerikanischer Baseballspieler
- John Nelson (Jesuit) (1535–1578), englischer Jesuit und Märtyrer
- John Nelson (Jurist) (1791–1860), US-amerikanischer Jurist, Diplomat und Politiker
- John Nelson (Radsportler), US-amerikanischer Radsportler
- John Nelson (Fußballspieler, 1905) (1905–1984), schottisch-US-amerikanischer Fußballspieler
- John Nelson (Generalmajor) (1912–1993), britischer Offizier
- John Nelson (Dirigent) (1941–2025), US-amerikanischer Dirigent
- John Nelson (Schwimmer) (* 1948), US-amerikanischer Schwimmsportler
- John Nelson (Spezialeffektkünstler) (* 1953), US-amerikanischer Filmtechniker
- John Nelson (Baseballspieler) (* 1979), US-amerikanischer Baseballspieler
- John Nelson (Fußballspieler, 1998) (* 1998), US-amerikanischer Fußballspieler
- John Allen Nelson (* 1959), US-amerikanischer Schauspieler und Drehbuchautor
- John Byron Nelson, Jr. (1912–2006), US-amerikanischer Berufsgolfer, siehe Byron Nelson
- John E. Nelson (Politiker, 1874) (1874–1955), US-amerikanischer Politiker (Maine)
- John E. Nelson (Politiker, 1935) (* 1935), US-amerikanischer Politiker (Nebraska)
- John Frederick Nelson (* 1947), Vorstandsvorsitzender von Lloyd’s of London
- John L. Nelson (1916–2001), US-amerikanischer Jazzmusiker
- John M. Nelson (1870–1955), US-amerikanischer Politiker
- John Norman Nelson (1908–1991), australischer Politiker
- John Nelson (Dartspieler), englischer Dartspieler
- Johnny Nelson (* 1967), britischer Boxer
- Jonathan Nelson (Gospelsänger), US-amerikanischer Gospelsänger
- Jonathan Nelson (Snookerspieler), nordirischer Snookerspieler
- Jordy Nelson (* 1985), US-amerikanischer American-Football-Spieler
- Joseph S. Nelson (1937–2011), kanadischer Zoologe
- Josh Nelson (* 1978), US-amerikanischer Jazzmusiker
- Josie Nelson (* 2002), britische Radsportlerin
- Judd Nelson (* 1959), US-amerikanischer Schauspieler
- Julie Nelson (* 1985), nordirische Fußballspielerin

### K
- Kay Nelson, US-amerikanische Kostümbildnerin
- Keith Adam Nelson (* 1953), US-amerikanischer Chemiker
- Kemba Nelson (* 2000), jamaikanische Sprinterin
- Ken Nelson (1911–2008), US-amerikanischer Musikproduzent
- Kenneth Nelson (1930–1993), US-amerikanischer Schauspieler
- Kirsten Nelson, US-amerikanische Schauspielerin
- Knut Ansgar Nelson (1906–1990), dänischer Geistlicher, Bischof von Stockholm
- Knute Nelson (1843–1923), US-amerikanischer Politiker
- Kymani Nelson (* 2004), Fußballtorhüter für Montserrat

### L
- Larry Nelson (* 1947), US-amerikanischer Golfspieler
- Lars Nelson (* 1985), schwedische Skilangläufer
- Lee Nelson (Pokerspieler) (* 1943), neuseeländischer Pokerspieler
- Lee Nelson (Footballspieler) (* 1954), US-amerikanischer American-Football-Spieler
- Lee Nelson (Filmproduzent), US-amerikanischer Filmproduzent
- Leonard Nelson (1882–1927), deutscher Philosoph
- Levi Nelson (* 1988), kanadischer Eishockeyspieler
- Lianne Nelson (* 1972), US-amerikanische Ruderin
- Lori Nelson (Schauspielerin) (1933–2020), US-amerikanische Schauspielerin
- Lori Nelson Spielman (* 1961), US-amerikanische Schriftstellerin
- Louis Nelson (Posaunist) (1902–1990), US-amerikanischer Jazz-Posaunist
- Louis Nelson Delisle (Big Eye Louis Nelson Delisle; 1885–1949), US-amerikanischer Jazz-Klarinettist
- Lyle Nelson (* 1949), US-amerikanischer Biathlet

### M
- Maclain Nelson (* 1980), US-amerikanischer Schauspieler und Filmproduzent
- Maggie Nelson (* 1973), US-amerikanische Schriftstellerin
- Marc Nelson (* 1971), US-amerikanischer Sänger
- Marjorie Jackson-Nelson (* 1931), australische Leichtathletin und Gouverneurin von South Australia
- Matt Nelson (Pianist) (* um 1975), US-amerikanischer Jazzpianist
- Matt Nelson (Saxophonist) (* um 1980), US-amerikanischer Jazz-Saxophonist
- Matt Nelson (Footballspieler) (* 1995), US-amerikanischer American-Football-Spieler
- Melanie Nelson, US-amerikanische Schauspielerin
- Michael Nelson (Produzent), US-amerikanischer Filmproduzent
- Michael Nelson (Fußballspieler) (* 1980), englischer Fußballspieler
- Michael A. Nelson (1937–2024), Generalleutnant der US Air Force
- Michael H. Nelson (* 1952), deutscher Thaiist
- Michael J. Nelson (* 1964), US-amerikanischer Komiker
- Mickaël Nelson (* 1990), französischer Fußballspieler
- Mike Nelson (* 1967), britischer Künstler

### N
- Norma Aamodt-Nelson (1952–2020), US-amerikanische Organistin, Komponistin und Musikpädagogin

### O
- Oliver Nelson (1932–1975), US-amerikanischer Jazz-Saxophonist und Filmkomponist
- Olof Sager-Nelson (1868–1896), schwedischer Maler
- Oswald Nelson (1907–1975), US-amerikanischer Schauspieler
- Ozzie Nelson (1906–1975), US-amerikanischer Sänger, Bandleader, Schauspieler und Produzent

### P
- Paddy Nelson (1919–1999), australischer Künstler
- Paul Nelson (1936–2006), US-amerikanischer Musikkritiker
- Pete Nelson (* 1962), US-amerikanischer Schriftsteller, Schreiner und Unternehmer
- Peter Nelson (Cricketspieler, 1913) (1913–1998), englischer Cricketspieler und Offizier der British Army
- Peter Nelson (Cricketspieler, 1918) (1918–1992), englischer Cricketspieler
- Peter Nelson (Produzent), US-amerikanischer Filmproduzent und Drehbuchautor
- Peter Nelson (Pianist) (* 1956), US-amerikanisch-deutscher Pianist
- Peter Nelson (Radsportler) (1931–1977), australischer Radsportler
- Peter Nelson (Rugbyspieler) (* 1992), irisch-kanadischer Rugbyspieler
- Peter Nelson (Schauspieler) (* 1959), US-amerikanischer Schauspieler
- Peter John Horatio Nelson, 9. Earl Nelson (1941–2009), englischer Adliger
- Philip Nelson (Wirtschaftswissenschaftler) (1869–1960), US-amerikanischer Wirtschaftswissenschaftler
- Philip Nelson (Physiker) (* 1957), US-amerikanischer Physiker
- Philip Nelson (Fußballspieler) (* 1988), Fußballspieler der Britischen Jungferninseln
- Philip Nelson (Footballspieler) (* 1993), US-amerikanischer American-Football-Spieler
- Philip Nelson-Ward (1866–1937), britischer Offizier
- Philip E. Nelson (* 1934), US-amerikanischer Ernährungswissenschaftler
- Phyllis Nelson (1950–1998), US-amerikanische Sängerin

### Q
- Quenton Nelson (* 1996), US-amerikanischer Footballspieler

### R
- Ralph Nelson (1916–1987), US-amerikanischer Filmschaffender
- Ray Nelson (eigentlich Radell Faraday Nelson; 1931–2022), US-amerikanischer Science-Fiction-Autor und Cartoonist
- Reggie Nelson (* 1983), US-amerikanischer American-Football-Spieler
- Reiss Nelson (* 1999), englischer Fußballspieler

- Richard Nelson, Tarnname von Werner Mauss (* 1940), deutscher Privatdetektiv
- Richard Nelson (Autor) (* 1950), US-amerikanischer Dramatiker, Drehbuchautor und Librettist
- Richard Nelson (Musiker, 1960) (* 1960), irischer Jazz- und Unterhaltungsmusiker
- Richard Nelson (Musiker, um 1965) (* um 1965), US-amerikanischer Jazzmusiker
- Richard R. Nelson (1930–2025), US-amerikanischer Wirtschaftswissenschaftler
- Ricky Nelson (1940–1985), US-amerikanischer Sänger und Schauspieler
- Rob Nelson (* 1979), US-amerikanischer Biologe und Filmemacher
- Roger Nelson (Politiker) (1759–1815), US-amerikanischer Politiker
- Roger Nelson (Baseballspieler) (* 1944), US-amerikanischer Baseballspieler
- Ron Nelson (1929–2023), US-amerikanischer Komponist und Dirigent
- Roy Nelson (* 1976), US-amerikanischer Mixed-Martial-Arts-Kämpfer
- Rudolf Nelson (eigentlich Rudolf Lewysohn; 1878–1960), deutscher Musiker und Komponist
- Russell M. Nelson (* 1924), US-amerikanischer, 17. Präsident der Kirche Jesu Christi der Heiligen der Letzten Tage (Mormonen)
- Ruth Nelson (1905–1992), US-amerikanische Schauspielerin

### S
- Sammy Nelson (* 1949), nordirischer Fußballspieler
- Samuel Nelson (Richter) (1792–1873), US-amerikanischer Jurist
- Samuel Nelson (* 1949), nordirischer Fußballspieler; siehe Sammy Nelson
- Sandra Nelson (* 1964), US-amerikanische Schauspielerin
- Sandy Nelson (1938–2022), US-amerikanischer Schlagzeuger
- Scott Reynolds Nelson, US-amerikanischer Historiker
- Sean Nelson (Musiker) (* 1973), US-amerikanischer Singer-Songwriter und Keyboarder
- Sean Nelson (Schauspieler) (* 1980), US-amerikanischer Schauspieler
- Sefora Nelson (* 1979), deutsche Sängerin
- Shara Nelson (* 1965), britische Sängerin
- Simon Nelson (* 2002), österreichischer Fußballspieler
- Skip Nelson (1920–1974), US-amerikanischer Jazz- und Popmusiker
- Spencer Nelson (* 1980), US-amerikanisch-aserbaidschanischer Basketballspieler
- Steady Nelson (1913–1988), US-amerikanischer Jazztrompeter
- Steve Nelson (Soldat) (eigentlich Stjepan Mesaros; 1903–1993), US-amerikanischer Soldat und politischer Aktivist kroatischer Herkunft
- Steve Nelson (Songwriter) (1907–1981), US-amerikanischer Songwriter
- Steve Nelson (Footballspieler) (* 1951), US-amerikanischer American-Football-Spieler
- Steve Nelson (Musiker) (* 1954), US-amerikanischer Vibraphonist

### T
- Taylor Nelson (* 1996), US-amerikanische Volleyballspielerin
- Terry Nelson (* 1951), US-amerikanischer Footballspieler
- Theodor Holm Nelson (* 1937), US-amerikanischer Soziologe
- Thomas Nelson junior (1738–1789), US-amerikanischer Pflanzer, Soldat und Politiker
- Thomas Amos Rogers Nelson (1812–1873), US-amerikanischer Politiker
- Thomas M. Nelson (1782–1853), US-amerikanischer Politiker
- Tim Blake Nelson (* 1964), US-amerikanischer Schauspieler und Regisseur
- Timna Nelson-Levy (* 1994), israelische Judoka
- Todd Nelson (Tennisspieler) (* 1961), US-amerikanischer Tennisspieler
- Todd Nelson (Eishockeyspieler) (* 1969), kanadischer Eishockeyspieler und -trainer
- Tommy Nelson (* 1997), US-amerikanischer Schauspieler
- Tracy Nelson (* 1963), US-amerikanische Schauspielerin
- Tracy Nelson (Musikerin) (* 1947), US-amerikanische Sängerin
- Tyler Nelson (Basketballspieler) (* 1995), US-amerikanischer Basketballspieler
- Tyler Nelson (Filmeditor), Filmeditor

### V
- Van Nelson (* 1945), US-amerikanischer Langstreckenläufer
- Vicki Nelson-Dunbar (* 1962), US-amerikanische Tennisspielerin
- Vinceroy Nelson (* 1996), Fußballspieler von St. Kitts und Nevis

### W
- Wally Eichhorn-Nelson (1896–1986), deutsche Schriftstellerin
- Walter Nelson (Walter „Papoose“ Nelson; 1932–1962), US-amerikanischer Musiker
- Wendy Nelson (* 1954), neuseeländische Botanikerin und Hochschullehrerin
- Wes Nelson (* 1997), britische Fernsehpersönlichkeit und Rapper
- William Nelson, 1. Earl Nelson (1757–1835), britischer Adliger
- William Nelson (Politiker, 1784) (1784–1869), US-amerikanischer Jurist und Politiker (New York)
- William Nelson (General) (1824–1862), US-amerikanischer General
- William Nelson (Politiker, 1839) (1839–1913), US-amerikanischer Politiker (Wisconsin)
- William Nelson (Ringer), US-amerikanischer Ringer
- William Nelson, Pseudonym von William Morris Bioff (1900–1955), US-amerikanischer Gangster
- William Nelson (Leichtathlet) (* 1984), US-amerikanischer Leichtathlet
- William L. Nelson (1875–1946), US-amerikanischer Politiker
- William Rockhill Nelson (1841–1915), US-amerikanischer Kunstsammler, Journalist und Verleger
- Willie Nelson (* 1933), US-amerikanischer Sänger und Songwriter
- Wolfred Nelson (1791–1863), kanadischer Politiker

### Y
- Yvonne Nelson (* 1985), ghanaische Schauspielerin

### Z
- Zion Corrales-Nelson (* 1998), philippinische Leichtathletin